# Dirty Tiger
Dirty Tiger ist ein US-amerikanisches Melodram des indischen Regisseurs Amin Q. Chaudhri aus dem Jahr 1988.

## Handlung
Am Vorabend eines großen Familienfestes kommt es zwischen Chuck „Tiger“ Warsaw und seinem Vater zum Eklat. Es fallen Schüsse und Tiger muss fliehen. 15 Jahre später treibt ihn die Sehnsucht in seine Heimatstadt. Ihm ist klar geworden, dass er nur weiterleben kann, wenn er sich mit seiner Familie aussöhnt. Karen, seine Jugendliebe, steht als einzige auch weiterhin zu ihm und gesteht ihm ihre Liebe.

## Kritik
„Das um stimmungsvolle Milieuzeichnung bemühte Familien-Melodram erzählt die bekannte Geschichte vom verlorenen Sohn in sehr gefühligem, oft sentimentalem Tonfall und in hausbackenem Inszenierungsstil. Nur in wenigen Szenen unterhaltsam oder glaubwürdig.“

Die Deutsche Film- und Medienbewertung FBW in Wiesbaden verlieh dem Film das Prädikat wertvoll.

## Hintergrund
Der Film startete am 23. September 1988 in den US-Kinos und konnte lediglich etwas mehr als 420.000 US-Dollar wieder einspielen.